# Abdoulaye Diallo (napastnik)
Abdoulaye Diallo (ur. 27 stycznia 1963 w Dakarze) – senegalski piłkarz występujący na pozycji napastnika.

## Kariera klubowa
Diallo rozpoczynał karierę w 1980 roku w zespole ASC Niayes-Pikine. W 1983 roku przeszedł do francuskiego klubu Olympique Marsylia, grającego w Division 2. W sezonie 1983/1984 awansował z nim do Division 1. W lidze tej zadebiutował 17 sierpnia 1984 w wygranym 3:1 meczu z FC Sochaux-Montbéliard, zaś 19 października 1984 w wygranym 2:1 spotkaniu z Toulouse FC strzelił swojego pierwszego gola w Division 1. Zawodnikiem Olympique był do końca sezonu 1989/1990. W tym czasie wywalczył z zespołem dwa mistrzostwa Francji (1989, 1990), wicemistrzostwo Francji (1987) oraz Puchar Francji (1989).
W 1990 roku odszedł do drużyny SC Bastia, grającej w Division 2. W 1992 roku zakończył tam karierę.

## Statystyki
| Rozgrywki  | Poziom | Kraj    | Mecze | Bramki |
| ---------- | ------ | ------- | ----- | ------ |
| Division 1 | I      | Francja | 139   | 15     |
| Division 2 | II     | Francja | 72    | 16     |

## Kariera reprezentacyjna
W 1990 roku Diallo został powołany do reprezentacji Senegalu na Puchar Narodów Afryki, zakończony przez Senegal na 4. miejscu. Zagrał na nim w meczach z Kenią (0:0), Zambią (0:0), Algierią (1:2) oraz ponownie z Zambią (0:1).